# Labor Pains (2009)
Labor Pains is een filmkomedie uit 2009 onder regie van Lara Shapiro. Lindsay Lohan verscheen hierin voor het eerst in een film sinds ze in 2007 tijdelijk stopte met acteren om in rehab te gaan, in verband met persoonlijke problemen en verschillende verslavingen.

## Verhaal
Thea werkt als assistente in een kantoor, maar heeft nooit indruk weten te maken op haar werkgevers. Ze krijgt constant gênante klusjes te klaren en heeft slechts weinig vrienden in haar werkomgeving. Wanneer haar baas besluit haar te ontslaan, raakt ze in paniek en beweert ze zwanger te zijn om niet werkloos op straat te belanden.
Hoewel ze blij is dat niet op straat werd gezet, beseft ze dat ze de schijn zal moeten ophouden bij haar collega's. Ze merkt dat ze nu met respect wordt behandeld en verzint steeds iets nieuws om haar collega's in de waan te laten. Ze verdiept zich zelfs in de ontwikkelingen van een vrouw tijdens een zwangerschap om overtuigend over te komen. Haar leven begint steeds kleurrijker te worden en op een gegeven moment maakt ze zelfs promotie. Maar het wordt steeds ingewikkelder om te blijven liegen...

## Rolverdeling
- Lindsay Lohan - Thea
- Cheryl Hines - Lisa DePardo
- Chris Parnell - Jerry
- Luke Kirby - Nick
- Kevin Covais - Greg
- Aaron Yoo - Miles
- Janeane Garofalo - Claire
- Bonnie Somerville - Suzie Cavandish
- Willie Garson - Carl
- Creed Bratton - John Abbotts

## Productie
Lohan werd aangekondigd als castlid in mei 2008. Ze kreeg de hoofdrol aangeboden door producent Rick Schwartz, die haar drie maanden eerder tegen het lijf liep. De opnames begonnen op 9 juni 2008 in Burbank.
Schwartz gaf toe angstig te zijn samen te werken met Lohan, aangezien ze al verscheidene filmprojecten had verlaten wegens persoonlijke problemen. Producenten vertelden echter in vraaggesprekken dat Lohan zich goed gedroeg op de set en nooit conflicten veroorzaakte.